# Kandidatenturnier Curaçao 1962
Das Kandidatenturnier zur Schachweltmeisterschaft 1963 fand vom 2. Mai bis 28. Juni 1962 in Willemstad, der Hauptstadt Curaçaos (damals Niederländische Antillen), statt. Wie schon beim Kandidatenturnier 1959 in Jugoslawien spielten acht Spieler ein Vierfachrundenturnier. Der Sieger durfte Weltmeister Michail Botwinnik herausfordern.

## Teilnehmer
Fünf der acht Teilnehmer hatten sich beim Interzonenturnier in Stockholm qualifiziert, das von Ende Januar bis Anfang März des gleichen Jahres ausgetragen worden war: Bobby Fischer, Efim Geller, Tigran Petrosjan, Viktor Kortschnoi und Miroslav Filip. Um den sechsten Qualifikationsplatz musste gestochen werden. Leonid Stein gewann hier vor Pál Benkő und Svetozar Gligorić. Da sich jedoch nur drei Spieler einer Nation qualifizieren durften und mit Geller, Petrosjan und Kortschnoi bereits drei sowjetische Spieler Vorrang hatten, musste Stein zugunsten Benkős zurücktreten.
Als Vizeweltmeister des vorherigen WM-Zyklus war Michail Tal, als Zweiter des Kandidatenturniers in Jugoslawien war Paul Keres für das Kandidatenturnier qualifiziert.

## Turnierverlauf
Sowohl der Weltmeister von 1960, Michail Tal, als auch der nach seiner überragenden Leistung beim Interzonenturnier als künftiger Weltmeister gehandelte Teenager Bobby Fischer begannen das Turnier mit zwei Niederlagen. Michail Tal musste nach drei Umläufen des Turniers wegen einer Nierenkolik ins Krankenhaus und brach das Turnier letztlich auf dringenden ärztlichen Rat ab. Fischer war angeblich der einzige Spieler, der Tal im Krankenhaus besuchte.
Die restlichen sowjetischen Spieler vereinbarten in ihren Partien der ersten beiden Umläufe jeweils schnell Remis und führten nach der ersten Hälfte des Turniers geschlossen das Feld an. In der zweiten Hälfte des Turniers brach Viktor Kortschnoi ein und verlor nacheinander gegen Geller, Keres und Petrosjan. Untereinander kämpften diese drei Spieler ihre Partien weiterhin nicht aus.
Schließlich qualifizierte sich Tigran Petrosjan ungeschlagen für den Wettkampf mit Michail Botwinnik. Von den 28 Partien hatte der Armenier acht gewonnen.
Während des Turniers kam es zu einem heftigen Streit zwischen Fischer und Benkő. Beide Spieler hatten Hängepartien zu analysieren und beanspruchten gleichzeitig die Hilfe von Arthur Bisguier, der offiziell als Sekundant Fischers vor Ort war, für sich.

## Tabelle und Ergebnisse
|   | Name              | 1 | 1 | 1 | 1 | 2 | 2 | 2 | 2 | 3 | 3 | 3 | 3 | 4 | 4 | 4 | 4 | 5 | 5 | 5 | 5 | 6 | 6 | 6 | 6 | 7 | 7 | 7 | 7 | 8 | 8 | 8 | 8 | Punkte |
| - | ----------------- | - | - | - | - | - | - | - | - | - | - | - | - | - | - | - | - | - | - | - | - | - | - | - | - | - | - | - | - | - | - | - | - | ------ |
| 1 | Tigran Petrosjan  |   |   |   |   | ½ | ½ | ½ | ½ | ½ | ½ | ½ | ½ | ½ | 1 | ½ | ½ | ½ | ½ | 1 | 1 | ½ | ½ | 1 | ½ | 1 | 1 | ½ | - | ½ | 1 | 1 | ½ | 17½    |
| 2 | Paul Keres        | ½ | ½ | ½ | ½ |   |   |   |   | ½ | ½ | ½ | ½ | 0 | ½ | 1 | ½ | ½ | ½ | 1 | ½ | 1 | 1 | 1 | 0 | 1 | ½ | 1 | - | ½ | 1 | 1 | ½ | 17     |
| 3 | Efim Geller       | ½ | ½ | ½ | ½ | ½ | ½ | ½ | ½ |   |   |   |   | 1 | 1 | ½ | 0 | ½ | ½ | 1 | ½ | ½ | ½ | ½ | 1 | ½ | 1 | 1 | - | ½ | 1 | 1 | ½ | 17     |
| 4 | Bobby Fischer     | ½ | 0 | ½ | ½ | 1 | ½ | 0 | ½ | 0 | 0 | ½ | 1 |   |   |   |   | 0 | 1 | 0 | ½ | 0 | 1 | ½ | 1 | ½ | 1 | ½ | - | 1 | ½ | 1 | ½ | 14     |
| 5 | Viktor Kortschnoi | ½ | ½ | 0 | 0 | ½ | ½ | 0 | ½ | ½ | ½ | 0 | ½ | 1 | 0 | 1 | ½ |   |   |   |   | ½ | ½ | ½ | 0 | 1 | 0 | ½ | - | 1 | 1 | 1 | 1 | 13½    |
| 6 | Pál Benkő         | ½ | ½ | 0 | ½ | 0 | 0 | 0 | 1 | ½ | ½ | ½ | 0 | 1 | 0 | ½ | 0 | ½ | ½ | ½ | 1 |   |   |   |   | 1 | 0 | ½ | - | 0 | 1 | 1 | ½ | 12     |
| 7 | Michail Tal       | 0 | 0 | ½ | - | 0 | ½ | 0 | - | ½ | 0 | 0 | - | ½ | 0 | ½ | - | 0 | 1 | ½ | - | 0 | 1 | ½ | - |   |   |   |   | 1 | 0 | ½ | - | 7      |
| 8 | Miroslav Filip    | ½ | 0 | 0 | ½ | ½ | 0 | 0 | ½ | ½ | 0 | 0 | ½ | 0 | ½ | 0 | ½ | 0 | 0 | 0 | 0 | 1 | 0 | 0 | ½ | 0 | 1 | ½ | - |   |   |   |   | 7      |

Im Stechen um den zweiten Platz (was die automatische Qualifikation für das nächste Kandidatenturnier bedeutete) gewann Keres gegen Geller mit 4½:3½. Das war das vierte Mal in Folge, dass Keres als Zweiter des Kandidatenturniers den Weltmeisterschaftszweikampf knapp verpasste.

## Kritik und Folgen
|   | a | b | c | d | e | f | g | h |   |
| 8 |   |   |   |   |   |   |   |   | 8 |
| 7 |   |   |   |   |   |   |   |   | 7 |
| 6 |   |   |   |   |   |   |   |   | 6 |
| 5 |   |   |   |   |   |   |   |   | 5 |
| 4 |   |   |   |   |   |   |   |   | 4 |
| 3 |   |   |   |   |   |   |   |   | 3 |
| 2 |   |   |   |   |   |   |   |   | 2 |
| 1 |   |   |   |   |   |   |   |   | 1 |
|   | a | b | c | d | e | f | g | h |   |

Keres – Petrosjan, Stellung nach dem 14. Zug von Schwarz, Remis
Bobby Fischer kündigte nach dem Turnier an, nie wieder an einer WM-Qualifikation teilzunehmen, da die sowjetischen Spieler unverhohlen zusammenarbeiten würden und kein westlicher Spieler daher eine Chance habe, das Kandidatenturnier zu gewinnen.
Fischer unterstellte seinen sowjetischen Gegnern in einem Artikel in der Zeitschrift Sports Illustrated, dass sie sich während der Partien gegen ihn untereinander beraten hätten.
Unbestritten war, dass die zwischen den sowjetischen Spielern vereinbarten Kurzremisen den Sowjets nutzten. Kritik entzündete sich besonders an der Partie zwischen Keres und Petrosjan aus der 25. Runde, in der Keres zum Zeitpunkt der Remisvereinbarung deutlich schlechter stand. Während Fischer an sechs Tagen der Woche am Brett kämpfen musste, verschafften sich die sowjetischen Spieler durch die Vermeidung von Hängepartien zwei zusätzliche freie Tage. Auch konnte durch die Vereinbarungen der Vorsprung auf den schlecht gestarteten Fischer gehalten werden. Dazu war es in der zweiten Hälfte des Turniers jedoch erforderlich, dass ein Spieler gegen die anderen verlöre.
Beim FIDE-Kongress in Saltsjöbaden bei Stockholm, der vom 25. August bis 5. September 1962 tagte, reagierte man auf die Kritik dahingehend, dass ein Remis vor dem 30. Zug in Zukunft vom Turnierleiter genehmigt werden musste und das Kandidatenturnier künftig in Form von Zweikämpfen ausgetragen würde. Im Viertel- und Halbfinale waren jeweils zehn Partien, im Finale zwölf Partien vorgesehen. Der restliche Zyklus blieb unverändert. Auch die Regel, dass sich nur drei Spieler eines Verbandes für das Kandidatenturnier qualifizieren durften, blieb bestehen.

## Philatelie
Am 2. Mai 1962 erschienen anlässlich des Kandidatenturniers drei Briefmarken. Abgebildet ist jeweils ein weißer Springer rechts neben einer Erdkugel. Die Marken haben die Werte 10+5c grün, 20+10c rot und 25+10C blau